# Aineades
Aineades (altgriechisch Αἰνεάδες) war ein etwa im 3. Viertel des 6. Jahrhunderts v. Chr. in Athen tätiger Vasenmaler des schwarzfigurigen Stils. Von ihm hat sich eine schwer lesbare signierte Bandschale mit Henkelpalmetten erhalten, die sich heute in der Berliner Antikensammlung (Inv.-Nr. F 1780) befindet. Aineades gehörte zu den Kleinmeistern. John D. Beazley hat diesen Maler nicht in seine Listen aufgenommen.